# Against the Law
Against the Law és el cinquè àlbum d'estudi de Stryper. Fou publicat el 21 d'agost del 1990.
Aquest disc representà un canvi radical per la proposta artística de la banda a tots els nivells: musicalment, en lletres i en imatge. Les referències bíbliques que fins aleshores eren constants (fins i tot al logo de la banda) desaparegueren i deixaren lloc a temes tòpics del Rock and Roll. Els abillaments (de colors groc i negre) exagerats i glamurosos, tant propis del Hard Rock dels anys 80, que havien estat usant fins aleshores, també foren substituïts per vestits de cuir negre i tela texana, més propis dels rockers clàssics. El disc fou elogiat per la crítica com el més potent i purament rocker que havia gravat mai el grup, però una part notable dels fans se sentiren traïts i decebuts pel sobtat gir estètic de la banda, i els acusà d'haver-se venut als dictats del negoci. Tot plegat feu que les vendes Against the Law fossin ben minses al costat de les que havien obtingut els discos anteriors.

## Llista de cançons
(Totes compostes per Stryper llevat que diguem una altra cosa)
1. "Against the Law" – 3:49
2. "Two Time Woman" – 3:40
3. "Rock the People" – 3:34
4. "Two Bodies (One Mind, One Soul)" – 5:17
5. "Not That Kind of Guy" – 3:59
6. "Shining Star" (Bailey, Dunn, White) – 4:22
7. "Ordinary Man" – 3:51
8. "Lady" – 4:53
9. "Caught in the Middle" – 3:48
10. "All for One" – 4:31
11. "Rock the Hell Out of You" – 3:35

## Músics

### Stryper
- Michael Sweet - veu, guitarra elèctrica i acústica
- Oz Fox - guitarra i veus
- Tim Gaines - baix
- Robert Sweet - bateria

### Col·laboradors
- Randy "The Emperor" Jackson - baix
- John Purcell - teclats
- Jeff Scott Soto - veus
- Brent Jeffers - bateria i teclats
- Tom Werman - percussió

## Producció
- Tom Werman - productor
- Eddie Delena - enginyer de so, mescles
- Michael Bosley - enginyer de so ajudant
- Lawrence Ethan - enginyer de so ajudant
- Buzz Morrows - enginyer de so ajudant, ajudant de mescles
- Rudy Tuesday - disseny
- Patrick Pending - direcció artística
- David Perry - fotografia i impressió gràfica
- Ed Colver - fotografia
- Neil Zlozower - fotografia
- Jeannine Pinkerton - tipografia
- Kyle Tucy Sweet - maquillatge
- Fleur Thiemeyer - vestuari